# Lakeside Murders (serie)
Lakeside Murders o Asesinatos junto al lago (en finés: Koskinen) es un drama policiaco finlandés y una serie de televisión  noir nórdico creada por fi y protagonizada por Eero Aho . La serie está basada en la serie de libros Koskinen de Seppo Jokinen y sigue al inspector Sakari Koskinen y su equipo en la Unidad de Delitos Violentos mientras intentan resolver asesinatos en la ciudad finlandesa de Tampere, junto al lago. Lakeside Murders es una producción para Nelonen de Aito Media Oy. El rodaje de la serie comenzó en octubre de 2020 en Tampere, Finlandia . La primera temporada, que constaba de diez episodios, se estrenó en Finlandia el 29 de noviembre de 2021 en el servicio de transmisión Ruutu+ . La segunda temporada se estrenó el 15 de junio de 2022. La serie ha sido licenciada para América del Norte, Australia y Letonia .

## Descripción general
La serie sigue al inspector Sakari Koskinen y su equipo en la Unidad de Delitos Violentos del Departamento de Policía de Finlandia Central en Tampere. El diverso equipo de Koskisen incluye a Ulla Lundelin, una madre de tres hijos que trata el estrés por alcohol; Risto Pekki, que usa Tinder con diligencia; y el apasionado fan de Ilves Markku Kaatio. Ha pasado medio año desde los eventos de la primera temporada. La bomba que explotó en la boda de Luttinen y Taru ha dejado su huella, y el autor, Kai Hurme, ha huido al extranjero esquivando a la policía. Durante la temporada, Koskinen y el equipo se enfrentarán a una serie de ahogamientos, una serie de extrañas persecuciones en el barrio de la "Gran Muralla China" de Kaleva, un ciclo de explotación y violencia vengativa en todo el país, y el jefe de un hombre encontrado en las escaleras del Ayuntamiento de Tampere .

## Reparto y personajes

### Principal
- Eero Aho como el inspector Sakari Koskinen
- Maria Ylipää como Ulla Lundelin
- fi como Risto Pekki
- fi como Markku Kaatio

### Periódico
- fi as Roine
- fi as Raija Koskinen
- fi as Antti Koskinen
- Mari Turunen as Tanse Niiranen
- fi as Hokka